# (36249) 1999 VT178
1999 VT178 (asteroide 36249) é um asteroide da cintura principal. Possui uma excentricidade de 0.07056080 e uma inclinação de 12.11888º.
Este asteroide foi descoberto no dia 6 de novembro de 1999 por LINEAR em Socorro.